# Zsolt Hirling
Zsolt Hirling (ur. 28 maja 1984) – węgierski wioślarz, reprezentant Węgier w wioślarskiej dwójce podwójnej wagi lekkiej podczas Letnich Igrzysk Olimpijskich w Pekinie.

## Osiągnięcia
- Igrzyska Olimpijskie – Ateny 2004 – dwójka podwójna wagi lekkiej – 5. miejsce[1].
- Mistrzostwa Świata – Gifu 2005 – dwójka podwójna wagi lekkiej – 1. miejsce[1].
- Mistrzostwa Świata – Monachium 2007 – dwójka podwójna wagi lekkiej – 7. miejsce[1].
- Mistrzostwa Europy – Poznań 2007 – dwójka podwójna wagi lekkiej – 1. miejsce[2].
- Mistrzostwa Europy – Ateny 2008 – dwójka podwójna wagi lekkiej – 3. miejsce[2].
- Igrzyska Olimpijskie – Pekin 2008 – dwójka podwójna wagi lekkiej – 14. miejsce[1].